# リチウムイオン二次電池

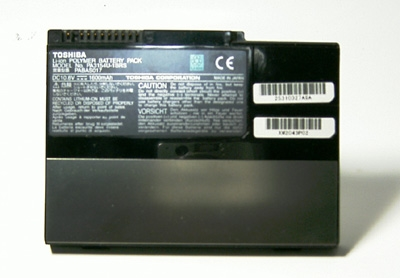
東芝Dynabookのリチウムイオンポリマー二次電池パック

リチウムイオン二次電池（リチウムイオンにじでんち、英: lithium-ion battery）は、正極と負極の間をリチウムイオンが移動することで充電や放電を行う二次電池（充電可能な電池）である。正極、負極、電解液それぞれの材料は用途やメーカーによって様々であるが、最も多い電極としては正極にコバルト酸リチウム、負極にリチウムを内包した炭素、電解液に有機電解液を用いたものがある。単にリチウムイオン電池、リチウムイオンバッテリー、Li-ion電池、LIB、LiBとも言う。リチウムイオン二次電池という命名はソニー・エナジー・テックの戸澤奎三郎による。
なお、似た名前の電池には以下のようなものがある。
- リチウム電池は、負極に金属リチウムを使う一次電池。リチウムイオンが電気伝導を担う点はリチウムイオン電池と同じだが、リチウム金属そのものの溶解・析出反応であり、黒鉛を使う場合のように黒鉛の層状構造の間にリチウムイオンが出入りするインターカレーションによるリチウムイオン電池とは異なる。金属リチウムの二次電池への応用は全固体電池における研究が進んでいる。
- リチウムポリマー電池（LiPo電池）は、リチウムイオン電池の一種で、電解質にゲル状のポリマー（高分子）を使う二次電池。
- リン酸鉄リチウムイオン電池（LiFe電池）は、リチウムイオン電池の一種で、正極材料にリン酸鉄リチウム（英語版）を使う二次電池。

識別色は■青（シアン）。

## 歴史

### 背景

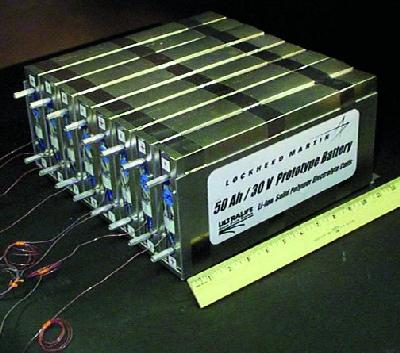
NASAの大型リチウムイオンポリマー二次電池

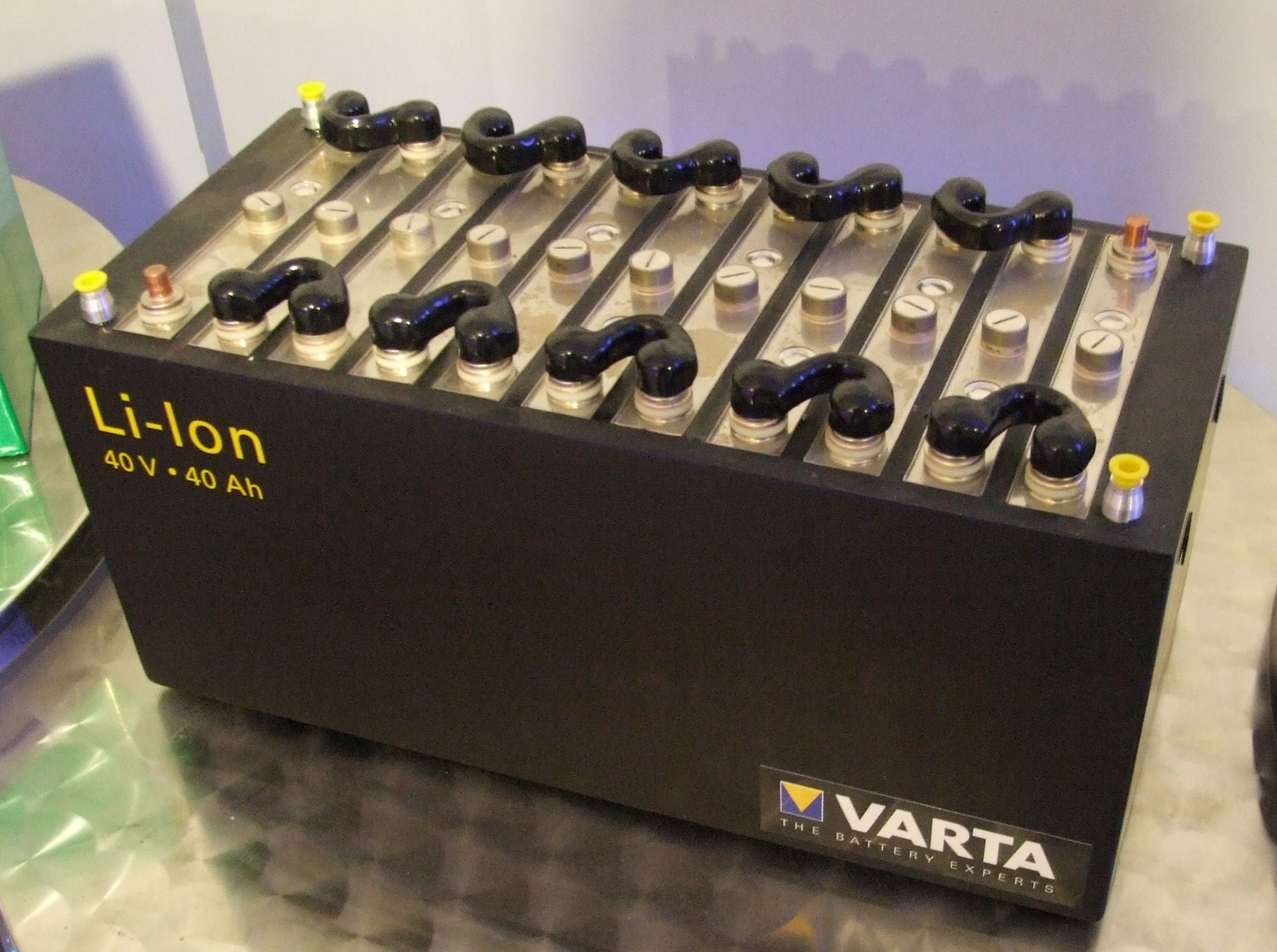
ファルタマイクロバッテリー社製リチウムイオンバッテリー。
アルトルスハイム（独）オートビジョン自動車博物館

1980年代、携帯電話やノートパソコンなどの携帯機器の開発により、高容量で小型軽量な二次電池（充電可能な電池）のニーズが高まった。従来のニッケル水素電池などには容量重量比に限界があり、新型二次電池が切望されていた。
1976年、エクソンのスタンリー・ウィッティンガムは、正極に二硫化チタン、負極に金属リチウムを使う二次電池を開発・提案した。この電池は、特に負極側で安全性に問題（充電時のデンドライト問題、金属リチウムの反応性の問題）があり実用化はされなかったが、二硫化チタンは層状の化合物で、リチウムイオンを分子レベルで収納できるスペースを持ち、リチウムイオンが繰り返し出入りしても形が壊れにくい特徴を持つ物質だった。この"層状化合物にイオンが出入りする"という現象は「インターカレーション」と呼ばれており、その優れた特性から、その後にインターカレーション型の電極が盛んに研究されるようになった。
1974 - 1976年、ミュンヘン工科大学のベーゼンハルトは黒鉛内のリチウムイオンの可逆的なインターカレーションと陰極の酸化物へのインターカレーションを発見した。1976年、ベーゼンハルトはリチウム電池での応用を提案した（ただし、黒鉛が層間にアルカリ金属などを取り込み黒鉛層間化合物をつくることは1926年から知られていた）。
1978 - 1979年、ペンシルベニア大学のSamar Basuは、黒鉛内でのリチウムイオンの電気化学的インターカレーションを実証した。
しかし、負極に黒鉛を用いると、当時の一般的な電解液であるプロピレンカーボネート（金属リチウム電池に使われている）を始めとするほとんどの有機物は負極側で分解してしまうため、有機電解液を用いて炭素系材料にリチウムイオンを安定して電気化学的にインターカレーションさせることは困難と考えられていた。つまり負極に黒鉛を使う二次電池は実用化が困難とされていた。
1980年、オックスフォード大学のジョン・グッドイナフと水島公一らはリチウムと酸化コバルトの化合物であるコバルト酸リチウム (LiCoO2) などのリチウム遷移金属酸化物を正極材料として提案した。これがリチウムイオン二次電池の正極の起源である。
1981年、三洋電機から黒鉛炭素質を負極材料とする二次電池の特許が出願された。
1982年、ラシド・ヤザミらは固体電解質を用いて黒鉛内にリチウムイオンを電気化学的にインターカレーションさせることを実証した。
一方、当時京都大学の山邊時雄らの量子化学的設計に基づいて提唱されたポリアセン系高分子型炭素材料が、一次元グラファイトの名のもとに注目を集め、その作成がいろいろな所で試みられた。これに応えて1981年、カネボウの矢田静邦が、安定な難黒鉛化炭素の一種であるポリアセン系有機半導体（PAS）を作成し、これを用いて2種類のバッテリーが開発され、いずれも実用化された。一つは双方ともにPASを用いたキャパシタ的電池（PAS電池）、もう一つは負極にLiイオンをあらかじめドーピングしたPASを用いたもの（リチウムイオンキャパシタ）である。後者は、正極はキャパシタと同様に、負極はリチウムイオン電池と同様に作動する。このように、PASによって炭素材でもスムーズで安定なLiドープ、脱ドープが可能であることが初めて見出され、これを機に電気化学的に安定なドープ、脱ドープが可能な難黒鉛化から易黒鉛化を含む電極用炭素材料の開発が方々でなされることとなった。
1983年、マイケル・メイクピース・サッカレーとジョン・グッドイナフらは、スピネル構造を有するマンガン酸リチウム（LiMn2O4）を正極材料として紹介した。コバルト酸リチウムと比較して安価で安全という特徴がある。1996年に正極材料として実用化され、コバルト酸リチウムと同様に一般的に使われている。
1986年、カナダのMoli Energyにより、正極に硫化モリブデン、負極に金属リチウムを使用した金属リチウム二次電池が製品化されたが、金属リチウムの化学活性がきわめて高いため、可逆性（充電の過程で負極にリチウムのデンドライトが析出・成長してそれが正極に接して短絡する危険性）や反応性（ほんの少しでも水分に触れると激しく発熱して水素ガスを発生させて発火する危険性）に問題があった。1989年にはNTTのショルダー型携帯電話などで発火事故が相次ぎ、実用化されたとは言いがたく、金属リチウムを負極に使った一次電池は市販化されているが、二次電池への応用は危険とされ広く用いられることはなかった。
1990年、ジェフ・ダーンらは、負極に黒鉛を用いた場合に、電解液としてエチレンカーボネートを用いると初期の充電で分解されるものの、黒鉛表面に保護被膜を形成することにより有機電解液の分解反応を停止できることを発見した。（1994年に松下電池工業により電解液として採用され、現在に至るまでほぼ必須の溶媒として使われている。）

### リチウムイオン二次電池の創出と実現
旭化成工業の吉野彰（2019年ノーベル化学賞）らは、白川英樹（2000年ノーベル化学賞）が1977年に発見した電気を通すプラスチックであるポリアセチレンに注目し、1981年に有機溶媒を用いた二次電池の負極に適していることを見いだした。また、正極にはジョン・グッドイナフらが1980年に発見したコバルト酸リチウム (LiCoO2) などのリチウム遷移金属酸化物を用いて、1983年にリチウムイオン二次電池の原型を創出した。しかし、ポリアセチレンは真比重が低く電池容量が高くならないことと、電極材料として不安定である問題があった。そこで、1985年、吉野彰らは炭素材料を負極とし、リチウムを含有するコバルト酸リチウムを正極とする新しい二次電池であるリチウムイオン二次電池 (LIB)の基本概念を確立した。
吉野彰が次の点に着目したことによりLIBが誕生した。
1. 正極にコバルト酸リチウムを用いると、
  - 正極自体がリチウムを含有するため、負極に金属リチウムを用いる必要がないので安全であること
  - 4 V級の高い電位を持ち、そのため高容量が得られること
2. 負極に炭素材料を用いると、
  - 炭素材料がリチウムを吸蔵するため、金属リチウムは本質的に電池中に存在しないので安全であること
  - リチウムの吸蔵量が多く高容量が得られること

また、特定の結晶構造を持つ炭素材料を見いだし、実用的な炭素負極を実現した。
加えて、アルミ箔を正極集電体に用いる技術、安全性を確保するための機能性セパレータなどの本質的な電池の構成要素に関する技術を確立し、さらに安全素子技術、保護回路・充放電技術、電極構造・電池構造等の技術を開発し、安全でかつ、電圧が金属リチウム二次電池に近い電池の実用化を成功させ、現在のLIBの構成をほぼ完成させた。
1986年、LIBのプロトタイプが試験生産され、アメリカ合衆国運輸省により「金属リチウム電池とは異なる」との認定を受け、プレマーケティングが開始された。

### 商品化とその後の動向
1991年、ソニー・エナジー・テックは世界で初めてリチウムイオン電池を商品化した。次いで1993年にエイ・ティーバッテリー（旭化成工業と東芝との合弁会社）により商品化され、1994年に三洋電機により黒鉛炭素質を負極材料とするリチウムイオン電池が商品化された。
1997年、Akshaya Padhiとジョン・グッドイナフらはオリビン構造を有するリン酸鉄リチウム（LiFePO4）を正極材料として提案した。コバルト酸リチウムと比較して安全で長寿命という特徴がある。2009年、ソニーはリン酸鉄リチウムイオン電池を商品化した。現在では各社から販売されている。
1999年、ソニー・エナジー・テックと松下電池工業は電解質にゲル状のポリマーを使うリチウムイオンポリマー電池を商品化した。電解質が液体から準固体のポリマーに変更できたことで薄型化・軽量化が可能になり、さらに、外力や短絡、過充電などに対する耐性も向上した。外装も、従来の鉄やアルミニウムの缶ではなく、レトルト食品に使用されるアルミラミネートフィルムなど簡易な物で済むようになった。主にモバイル電子機器用として2000年代に急速に普及し、現在ではスマートフォン等の携帯電話の電池はほぼ全てリチウムイオンポリマー電池である。2010年代にはウェアラブル機器やドローンなどの新興産業にも利用が広がっている。
リチウムイオン電池はかつては三洋電機、三洋GSソフトエナジー、ソニー、パナソニック エナジー社、日立マクセル、NECトーキンなどの日本メーカーのシェアが高く、9割以上を占めた時代もあった。しかし、2000年代に韓国（サムスンSDI、LG化学）、中国 (BYD、CATL)、台湾などで生産が増加し、日本メーカーのシェアは低下していった。
2008年、東芝は負極にチタン酸リチウム (Li4Ti5O12) を用いるリチウムイオン電池を商品化した。炭素材料と比べると安全、長寿命、急速充電、低温動作だが、黒鉛よりも電位が約1.5V高いため単セルの電圧が低くなる点やエネルギー密度がやや低いといった点がある。現在は、自動車用（搭載例：スズキ・ワゴンR）、産業用、電力貯蔵用など幅広い分野で利用されている。
リチウムイオン電池は自動車用としても普及が進んでおり、2009年頃から本格的にハイブリッドカーに利用され始めた。以降続々と採用車が増え、ホンダ・フィットハイブリッドやトヨタ・プリウスなどの人気車種にも採用されるようになった。自動車用リチウムイオン電池は、自動車メーカーと電池メーカーの合弁会社（プライムアースEVエナジー、オートモーティブエナジーサプライ、リチウムエナジージャパン、ブルーエナジー）の他、パナソニックや東芝などの電機メーカー、日立ビークルエナジーなどが供給している。またトヨタ、日産、ホンダなど自動車メーカーでも研究開発が進んでおり、開発段階ではあるが電解質に固体材料を使う全固体リチウムイオン電池が次世代二次電池として注目されている。ハイブリッドカーや電気自動車の普及に伴い自動車用リチウムイオン電池の市場規模は2010年代から2020年代にかけて拡大傾向にある。

### 用途
現在、リチウムイオン二次電池（LIB）は携帯電話、ノートパソコン、デジタルカメラ・ビデオ、携帯用音楽プレイヤーを始め幅広い電子・電気機器に搭載され、2010年にはLIB市場は1兆円規模に成長した。小型で軽量なLIBを搭載することで携帯用IT機器の利便性は大いに増大し、迅速で正確な情報伝達とそれにともなう安全性の向上・生産性の向上・生活の質的改善などに多大な貢献をしている。また、LIBは、エコカーと呼ばれる自動車 (EV, HEV, P-HEV) や鉄道などの交通機関の動力源として実用化が進んでおり、電力の平準化やスマートグリッドのための蓄電装置としても精力的に研究がなされている。航空分野では米Boeing社の大型運送用機787型は従来のガスタービンエンジンから得られる高温高圧の空気をキャビンの与圧や空調に使用していたのをやめ、これを含む機体全体の電気系統はすべてリチウム電池で賄うようにし、これによって燃費の大幅な向上を実現させ航続距離の大幅な拡大に貢献している。他には、ロケット、人工衛星、小惑星探査機はやぶさ・はやぶさ2、こうのとり（HTV）、国際宇宙ステーション（ISS）などの宇宙開発分野、そうりゅう型潜水艦11番艦のおうりゅう、12番艦のとうりゅう、たいげい型潜水艦などの艦艇にも搭載されている。

## 顕彰
1997年、山邊時雄は、難黒鉛化炭素材料を負極に用いたリチウムイオン二次電池の開発に関する基礎的研究を世界に先駆けて行った業績に対して、日本化学賞を受賞している
リチウムイオン二次電池を発明した業績が評価され、2014年には、ジョン・グッドイナフ、西美緒、ラシド・ヤザミ、吉野彰の4名が「工学分野のノーベル賞」と呼ばれるチャールズ・スターク・ドレイパー賞を受賞し、2019年には、ジョン・グッドイナフ、スタンリー・ウィッティンガム、吉野彰の3名がノーベル化学賞を受賞した。

## 種類
電池は正極、負極、電解質の材質の組み合わせによって分類されそれぞれ性能が異なる。製品化されているリチウムイオン電池の細分を以下に示す。※電池性能は添加剤や電極の表面処理などによっても変化する。
| 正極                                        | 負極                       | 電圧 | エネルギー密度 ① Wh/kg ② Wh/L | 充放電速度 ① 充電速度 ② 放電速度 | 使用温度範囲 ① 充電時 ② 放電時 | サイクル寿命 | 安全性 ① 加熱での熱暴走温度 ② 過充電での熱暴走温度 ③ 釘刺しでの熱暴走 ④ 釘刺しでのガス発生 | 用途                                                                                       | メーカー |
| ------------------------------------------- | -------------------------- | --- | ----------------------------- | -------------------------------- | ------------------------------ | ------------ | ------------------------------------------------------------------------------------------ | ------------------------------------------------------------------------------------------ | --- |
| コバルト酸リチウム LiCoO2                   | 黒鉛                       | 3.6-3.7 V | ① 150-240                     | ① 0.7-1 C ② 1 C                  | ① 0 ℃ 〜 45 ℃ ② -20℃ 〜 60℃    | 500-1000     | ① 188℃→527℃（発煙、発火） ② 110℃→317℃（発煙、発火） ③ あり ④ H2、CO、CO2、HF（微量）       | 携帯電話 スマートフォン タブレット ノートパソコン デジタルカメラ ウェアラブル機器 ドローン | 村田製作所 パナソニック 他多数                                                                                   |
| コバルト酸リチウム LiCoO2                   | 黒鉛                       | 1991年に商品化され、主にモバイル機器用に広く普及している。コバルトが高価で価格変動が大きいことが課題とされている。熱暴走リスクがあり、自動車用にはほとんど採用されない。 |                               |                                  |                                |              |                                                                                            |                                                                                            | |
| マンガン酸リチウム （スピネル構造） LiMn2O4 | 黒鉛                       | 3.7-3.8 V | ① 100-150                     | ① 0.7-3 C ② 1-10 C               | ② -20℃ 〜 50℃                  | 300-700      | ① 283℃→474℃（発煙） ② 103℃→555℃（発煙） ③ なし ④ なし                                      | 携帯電話 電動工具 医療機器 自動車                                                          | NEC サムスンSDI LG化学 オートモーティブ・エナジー・サプライ リチウムエナジージャパン 日立ビークルエナジー サフト |
| マンガン酸リチウム （スピネル構造） LiMn2O4 | 黒鉛                       | 1996年に商品化され、近年は特に自動車用として広く普及している。結晶構造が比較的強固なため熱安定性が高い。材料のマンガンはコバルトの1/10以下の価格である。サイクル寿命と高温でのマンガンの溶出が課題だったが、近年は改良されている。 |                               |                                  |                                |              |                                                                                            |                                                                                            | |
| リン酸鉄リチウム （オリビン構造） LiFePO4   | 黒鉛                       | 3.2-3.3 V | ① 160-190                     | ① 1-10C ② 1-25 C                 | ② -20℃ 〜 60℃                  | 5000-12000   | ① 186℃→267℃（発煙） ② 109℃→179℃（発煙） ③ なし ④ HF（微量）                                | 自動車 蓄電システム                                                                        | CATL BYD |
| リン酸鉄リチウム （オリビン構造） LiFePO4   | 黒鉛                       | 近年、アメリカや中国で採用が増えている。材料費が低く製造費がやや高い。結晶構造が強固で熱安定性が高い。電気伝導性が低いことが課題とされ、活物質の微細化や電極表面の炭素コートにより改善されてきている。BYDなどの中国メーカーに採用、充電サイクル寿命が安定で長い為、バス・トラックで好評。日本メーカーでは、スズキ自動車がインドで工場を立ち上げ生産をすると発表した。 |                               |                                  |                                |              |                                                                                            |                                                                                            | |
| 三元系（NMC系） LiNixMnyCozO2               | 黒鉛                       | 3.6-3.7 V | ① 150-220                     | ① 0.7-1 C ② 1-2 C                | ② -20℃ 〜 60℃                  | 500-2000     | ① 242℃→429℃（発煙、発火） ② 105℃→606℃（発煙、発火） ③ あり ④ H2、CO、CO2、HF（微量）       | 電動自転車 医療機器 自動車 産業                                                            | パナソニック 日産自動車 三洋電機 リチウムエナジージャパン ブルーエナジー                                         |
| 三元系（NMC系） LiNixMnyCozO2               | 黒鉛                       | 三元系は、ニッケル、マンガン、コバルトの３元素を使用するもので、2000年に日本とアメリカで開発された。日産自動車、トヨタ自動車に採用されている。 |                               |                                  |                                |              |                                                                                            |                                                                                            | |
| ニッケル系（NCA系） LiNixCoyAlzO2           | 黒鉛                       | 3.6 V | ① 200-260                     | ① 0.7 C ② 1 C                    | ② -20℃ 〜 60℃                  | 500          |                                                                                            | 医療機器 自動車 産業                                                                       | プライムアースEVエナジー                                                                                         |
| ニッケル系（NCA系） LiNixCoyAlzO2           | 黒鉛                       | 元々、ニッケル酸リチウム（LiNiO2）がコバルト酸リチウムをエネルギー密度で上回ることが知られていた。安全性に難があり実用化が遅れた。NCA系では、ニッケルのベースに、構造安定化のためにコバルトを、耐熱性向上のためにアルミニウムをそれぞれ添加し、また負極にもセラミック層をコーティングすることにより耐熱性を高め、安全化している。                                     |                               |                                  |                                |              |                                                                                            |                                                                                            | |
| マンガン                                    | チタン酸リチウム Li4Ti5O12 | 2.3-2.4 V | ① 70-80                       | ① 1-5 C ② 10-30 C                | ② -30℃ 〜 60℃                  | 7000-20000   | ① 300℃まで熱暴走なし ③ なし                                                                | 自動車 産業 蓄電システム                                                                   | 東芝 |
| マンガン                                    | チタン酸リチウム Li4Ti5O12 | 2008年に東芝により商品化。東芝のSCiBは、外力などで内部短絡が生じても熱暴走が起きにくい、充放電10000回以上の長寿命、6分間での急速充電、キャパシタ並みの入出力密度、寒冷地（-30℃）でも使用可能、などの特徴が謳われている。スズキの軽自動車のエネチャージに採用。 |                               |                                  |                                |              |                                                                                            |                                                                                            | |

## 構造
代表的な構成では、負極に炭素、正極にコバルト酸リチウムなどのリチウム遷移金属酸化物、電解質に炭酸エチレンや炭酸ジエチルなどの有機溶媒 + ヘキサフルオロリン酸リチウム (LiPF6) といったリチウム塩を使う。しかし一般には、負極、正極、電解質それぞれの材料は、リチウムイオンを移動し、かつ電荷の授受により充放電可能であればよいので、非常に多くの構成をとりうる。
リチウム塩には LiPF6 の他、LiBF4 などのフッ素系錯塩、LiN(SO2Rf)2・LiC(SO2Rf)3 （ただしRf = CF3,C2F5）、などの塩も用いられる。車載用リチウムイオン二次電池では、F2LiO2Pが主流である。
また、通常、電解液に高い導電率と安全性を与えるため、炭酸エチレン・炭酸プロピレンなどの環状炭酸エステル系高誘電率・高沸点溶媒に、低粘性率溶媒である炭酸ジメチル、炭酸エチルメチル、炭酸ジエチル等の低級鎖状炭酸エステルを用い、一部に低級脂肪酸エステルを用いる場合もある。
リチウムイオン電池内の電気化学反応は正極、負極、電解質によって構成される。正極と負極はどちらも材料内にリチウムイオンがもぐり込むことが出来る。リチウムイオンが正極や負極内部に移動する事を「インサーション（挿入）」あるいは「インターカレーション」と呼び、逆にリチウムイオンが出て行く事を「エクストラクション（抽出）」または「デインターカレーション」と呼ぶ。電池内では充電時にリチウムイオンは正極から出て負極に入る。放電時には逆にリチウムイオンは負極から出て正極に入る。作動時に外部の回路へ電子が流れる。
両極での半反応は、以下の通りとなる。
- 正極： {\displaystyle {\ce {{LiCoO_{2}}<=>{Li}_{1-x}{CoO2}+{{\it {x}}Li^{+}}+{\it {{xe}^{-}}}}}}
- 負極： {\displaystyle {\ce {{{\it {x}}Li^{+}}+{\it {{xe}^{-}}}+6C<=>Li_{\it {x}}C6}}}

全体的な反応は限界がある。過放電によりリチウムコバルト酸化物が過飽和して酸化リチウムの生成に至る。以下の反応が認められる。
{\displaystyle {\ce {{Li^{+}}+LiCoO2->{Li2O}+CoO}}}
5.2 V以上に過充電することによってコバルト (IV) 酸化物が生成することがX線解析で確認される。
{\displaystyle {\ce {LiCoO2->{Li^{+}}+CoO2}}}
リチウムイオン電池内においてリチウムイオンは負極や正極へ運ばれて金属やLixCoO2内のコバルトは充電によってCo3+からCo4+へ酸化され放電によってCo4+からCo3+へ還元される。なお、当電池を含む二次電池一般では充電中に正極でアノード反応（酸化反応）が進むが、放電中（作動中）を基準と考え、正極をカソード（Cathode）、負極をアノード（Anode）と固定して呼ぶことが多い。

### 正極材料
リチウムイオン二次電池のコストは正極材料に使われる希少元素のコバルトがその7割を占めているが、近年、大幅な低コストを目指して正極材料にマンガン、ニッケル、リン酸鉄などを使うものが開発されつつある。ニッケルは希少元素だがコバルトより安く、マンガンは商業的にレアメタルとされているが厳密には希少元素ではない。
| 正極材料            | 平均電圧 | 重量毎の容量 | 重量毎のエネルギー |
| ------------------- | -------- | ------------ | ------------------ |
| LiCoO2              | 3.7 V    | 140 mA·h/g   | 0.518 kW⋅h/kg      |
| LiMn2O4             | 4.0 V    | 100 mA·h/g   | 0.400 kW⋅h/kg      |
| LiNiO2              | 3.5 V    | 180 mA·h/g   | 0.630 kW⋅h/kg      |
| LiFePO4             | 3.3 V    | 150 mA·h/g   | 0.495 kW⋅h/kg      |
| Li2FePO4F           | 3.6 V    | 115 mA·h/g   | 0.414 kW⋅h/kg      |
| LiCo1/3Ni1/3Mn1/3O2 | 3.6 V    | 160 mA·h/g   | 0.576 kW⋅h/kg      |
| Li(LiaNixMnyCoz)O2  | 4.2 V    | 220 mA·h/g   | 0.920 kW⋅h/kg      |

### 負極材料
ソニーが1990年頃よりリチウムイオン二次電池の商業生産を開始した当初、負極材料にはグラファイトではなく、グラファイト結晶構造が発達しにくい高分子を焼成して得られるハードカーボンが用いられた。グラファイトとハードカーボンの放電特性は、グラファイトが放電初期から放電末期までほぼなだらかな平坦に近い電圧での放電をし、放電末期に急激に電圧を降下させるのに対し、ハードカーボンの場合は放電終了電圧まで均一に電圧が降下していくという異なる特徴を持つ。このためハードカーボンでは電圧を測定することにより電池の容量を直接・正確に知ることができるが、電池電圧が安定しない欠点がある。これに対し、グラファイトでは電圧変化が少ないため電池電圧から電池の容量を知ることはできないが、放電末期まで安定して高い電圧を保つ利点がある。
ハードカーボンを使うものは1000回を超すサイクル特性を持つなど優れた点があるものの、そのままでは均一な電圧が得られないため、低電圧領域ではDC-DCコンバーターなどで昇圧する必要がある。そのため周辺回路が高価となってしまい、現在ではハードカーボン系の電池は一部の機器だけに用いられているのみとなっている。また、グラファイト、ハードカーボンに代わる次世代の材料として、スズ、ケイ素材料が実用化され始めている。これらはリチウムとの合金化反応により、グラファイトの数倍から数十倍の容量を示すことが知られていたが、体積変化が激しく寿命を延ばすことが困難であった。現在は炭素材料などとの複合化により容量と寿命を両立している。
東芝は、負極材料に炭素系材料ではなく酸化物系材料としてチタン酸リチウム（LTO）を採用したリチウムイオン二次電池「SCiB」を開発しており、これは安全性が高く、低温特性に優れ、約6,000回以上の充放電サイクルが可能であるとされる。
| 負極材料               | 平均電圧  | 重量毎の容量 | 重量毎のエネルギー    |
| ---------------------- | --------- | ------------ | --------------------- |
| 黒鉛 (LiC6)            | 0.1–0.2 V | 372 mA·h/g   | 0.0372–0.0744 kW·h/kg |
| ハードカーボン (LiC6)  | ? V       | ? mA·h/g     | ? kW·h/kg             |
| チタネイト (Li4Ti5O12) | 1–2 V     | 160 mA·h/g   | 0.16–0.32 kW⋅h/kg     |
| Si (Li4.4Si)           | 0.5–1 V   | 4212 mA·h/g  | 2.106–4.212 kW⋅h/kg   |
| Ge (Li4.4Ge)           | 0.7–1.2 V | 1624 mA·h/g  | 1.137–1.949 kW⋅h/kg   |

### 電解質
水溶液系電解質はリチウムによって電気分解することから使えず、非水溶液系電解質が使用される（ただし、近年は水溶液を電解質として使用するリチウムイオン電池の開発が進められつつある）。リチウムイオン電池内の液状の電解質はLiPF6,LiBF4あるいはLiClO4のようなリチウム塩とエチレンカーボネートのような溶媒によって構成される。液体の電解質は正極と負極の間に満たされ充放電によってリチウムイオンが移動する。一般的に室温（20 °C）での電解質の導電性は 10 mS/cm (1 S/m) で 40 °Cではおよそ30%–40%で0 °C付近ではさらに下がる。
しかし有機溶媒は正極で分解、変質しやすい。適切な有機溶媒を電解質に用いているにもかかわらず本質的に溶媒は分解し、相間固体電解質（SEI）と呼ばれる固体の層に変化する。これはリチウムイオンの導電性を妨げる。相間は充電後の電解質の分解を防止する。一例としてエチレンカーボネートはリチウムより0.7 V高電圧で分解し高密度で相間は安定である。

### 製造工程概要
正極電極は、アルミニウム箔の両面にコバルト酸リチウムなどの活物質溶液を塗布・乾燥した後、プレスして密度を上げ製作する。負極電極は銅箔に炭素材料などの溶液を塗布・乾燥した後、プレスして密度を上げ製作する。
電極材料は、長い帯状で製造される電極箔に対して横向きの縞状に間欠塗布され、製品となる電池の大きさや形に合わせて裁断される。このうち、電極材料が塗布されていない部分は、電力を入出力するための接続端子（タブ）が溶接される部分になる。正極にはアルミタブ、負極にはニッケルタブが用いられる。
負極と正極の間にはイオンが移動できる多孔質の絶縁フィルムをはさみ、バウムクーヘンのように正極と負極と絶縁フィルムが幾層にも重なるように巻く。
電池の形状が円筒形の場合、電極は円筒形に巻かれてニッケルメッキされた鉄製の缶に入れられる。負極を缶底に溶接して電解液を注入後、正極を蓋（トップキャップ）に溶接し、プレス機で食品缶詰缶の様に封口する。
角型電池の場合、電極は缶に合わせて扁平形に巻かれ、アルミ外装缶に正極が溶接される。また、角型の場合レーザー溶接で封口する。
電池組み立て完成後、活性化工程で充電することにより電池を活性化させ、充電・放電・室温放置エージング・高温放置エージング等を何度か繰り返し、電池選別のスクリーニングを行い出荷に至る。

### 円筒型電池のサイズ
円筒型リチウムイオン二次電池の規格（サイズ）は、直径（mm単位で2桁）+ 長さ（0.1 mm単位で3桁）の計5桁の数字で表される。2013年時点、市場に流通している円筒型電池の規格としては、26650/18650/17670/18500/18350/17500/16340/14500/10440のものが存在している。なお、14500はいわゆる単三型乾電池に10440では単四型乾電池に相当するサイズになる。

## 特徴

### 長所
1. エネルギー密度が高い
  - 現在実用化されている二次電池の中で最もエネルギー密度が高い。
  - 重量エネルギー密度（100-243 Wh/kg）は、ニッケル水素電池(60-120 Wh/kg)の2倍、鉛蓄電池（30-40 Wh/kg）の5倍であり、より軽くできる。
  - 体積エネルギー密度(250-676 Wh/L)は、ニッケル水素電池(140-300 Wh/L)の1.5倍、鉛蓄電池（60-75 Wh/L）の4-5倍であり、より小さくできる。
2. 4 V 級の高い電圧
  - これまでの二次電池は電解質の溶媒が水（水溶液）だったため 1.5 V 以上の電圧がかかると水素と酸素に電気分解してしまったが、有機溶媒を使用することで水の電気分解電圧以上の起電力を得ることができた。
  - 公称電圧(3.6-3.7 V)は、ニッケル水素電池（1.2 V）の3倍、鉛蓄電池（2.1 V）の1.5倍、乾電池（1.5 V）の2.5倍であり、高い電圧が必要な場合に直列につなぐ電池の使用本数を減らすことができるため、その分小さく軽くでき、機器設計上の利点となる。
3. メモリー効果がない
  - 浅い充電と放電を繰り返すことで電池自体の容量が減ってしまう現象（メモリー効果）がないため、いつでも継ぎ足し充電ができる。ニッカド電池やニッケル水素電池では常にこれが起こる。
4. 自己放電が少ない
  - 使わずに放っておくと少しずつ自然に放電してしまう現象（自己放電）は月に 5% 程度で、ニッカド電池やニッケル水素電池の 1⁄5 と格段に良い。
5. 充電/放電効率が良い
  - 放電で得られた電気量と充電に要した電気量の比（充電/放電効率）は、80%-90% と比較的電気ロスが小さいため、電力貯蔵用途にも適している。
6. 寿命が長い
  - 500回以上の充放電サイクルに耐え、長期間使用することができる。適切に使えば1000回以上も可能。ただし近年は「500回」という数値は形骸化している。高容量化および出力電流が増加した現在では日本工業規格（JIS）のサイクルテストを受けると低い数値が出てしまうため、JISを受けず自称値を記載する製品が多い。
7. 高速充電が可能
  - 最近では 3C 充電が可能な製品も登場している（一般的なタイプでは 1C 程度）。
8. 大電流放電が可能
  - 大電流放電に適さないと考えられていたが、改良により克服してきている。産業用の大型のものでは数百Aの大電流で放電できる製品も登場している[72]。
9. 使用温度範囲が広い
  - 一般的なタイプでは -20-60℃ という幅広い温度帯で使用可能（充電時は 0-45℃）。乾電池のように電解液に水溶液を使用しないため氷点下の環境でも使用できる。保証温度内では温度が上がるほどに容量が上がるが、高温放置をすると劣化が起こり、低い温度では著しく放電能力が落ちる。[73]
10. 汎用性が高い
  - 全体的な性能のバランスが良い（欠点が少ない）ため携帯電話から自動車まで様々な用途に利用できる。容量や充電速度などどれか一つの性能だけならリチウムイオン電池よりも良い二次電池が研究報告されているが、他の性能も併せて良くなければここまで汎用的には普及しない。

### 短所

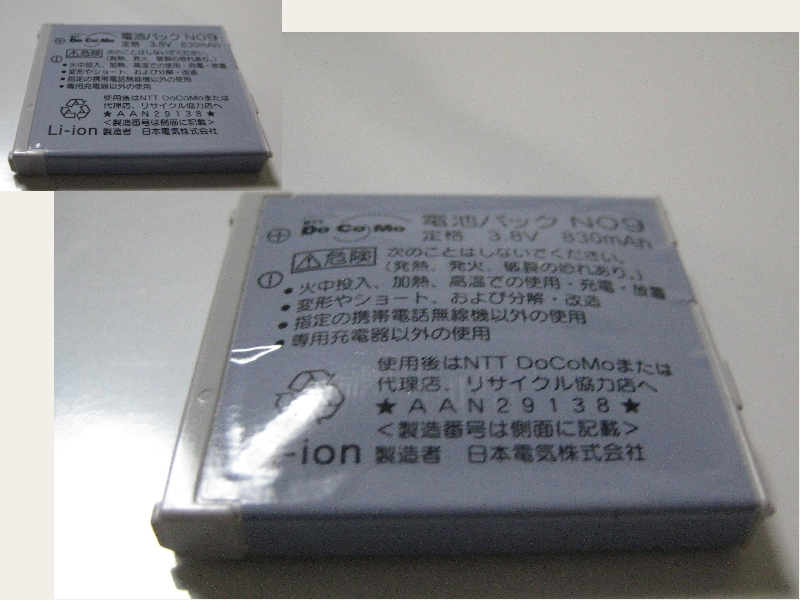
寿命を迎え、劣化・膨張したNEC製携帯電話用リチウムイオン二次電池。左上は新品のもの。

常用領域と危険領域が非常に接近していて、安全性確保のために充放電を監視する保護回路がなくてはならない。これは、充電時に電圧が上昇する際に、正極および負極が極めて強い酸化状態・還元状態に置かれ、他の低電圧の電池に比べて材料が不安定化しやすいためである。
急速あるいは過度に充電すると、正極側では電解液の酸化や結晶構造の破壊により発熱し、負極側では金属リチウムが析出する。これにより両極が直接繋がり、回路がショートしてしまう。電池を急激に劣化させるだけでなく、最悪の場合は破裂・発火する（リチウムを含めたアルカリ金属は空気中の酸素および水と触れることにより自然発火する特性を持つため）。したがって、充電においては数十mVを制御するほどの極めて高い精度で電圧を制御する必要がある。
過放電では、正極のコバルトが溶出したり、負極の集電体の銅が溶出したりして、二次電池として機能しなくなる。この場合も、電池の異常発熱に繋がる。コバルト酸リチウムは可燃性が高く、一度燃え上がると電池に含まれる酸化剤に燃え移るため、手がつけにくい。
エネルギー密度が高いために、ショート時には急激に過熱する危険性が大きく、有機溶剤の電解液が揮発し、発火事故を起こす恐れがある。短絡は外力が加わることで電池内部で発生する場合もあり、衝撃に対する保護も必要である。高温になりすぎると熱暴走を経て、破裂・発火・爆発の危険性がある。
保存特性（保存状態での性能保持特性）はニッケル水素電池などより劣る。また、満充電状態で保存すると電池の劣化は急激に進行する。このため、他の蓄電池で一般的な充電方法であるトリクル充電はリチウムイオン電池には適していない。また高い発熱特性、制御回路と保護回路が必須、1セルあたりの電圧が高いなどの理由から、乾電池の代替用途には不向きであり日本では普及していない（海外では単3乾電池＝R6・AA形などのUSB充電式リチウムイオン二次電池が普及している）。「ニッケル・水素充電池#概要」も参照。
2025年現在もリチウムイオン二次電池原料再生は、商業化されていない（この点は鉛蓄電池にも劣る）。

## 安全性・危険性と対策

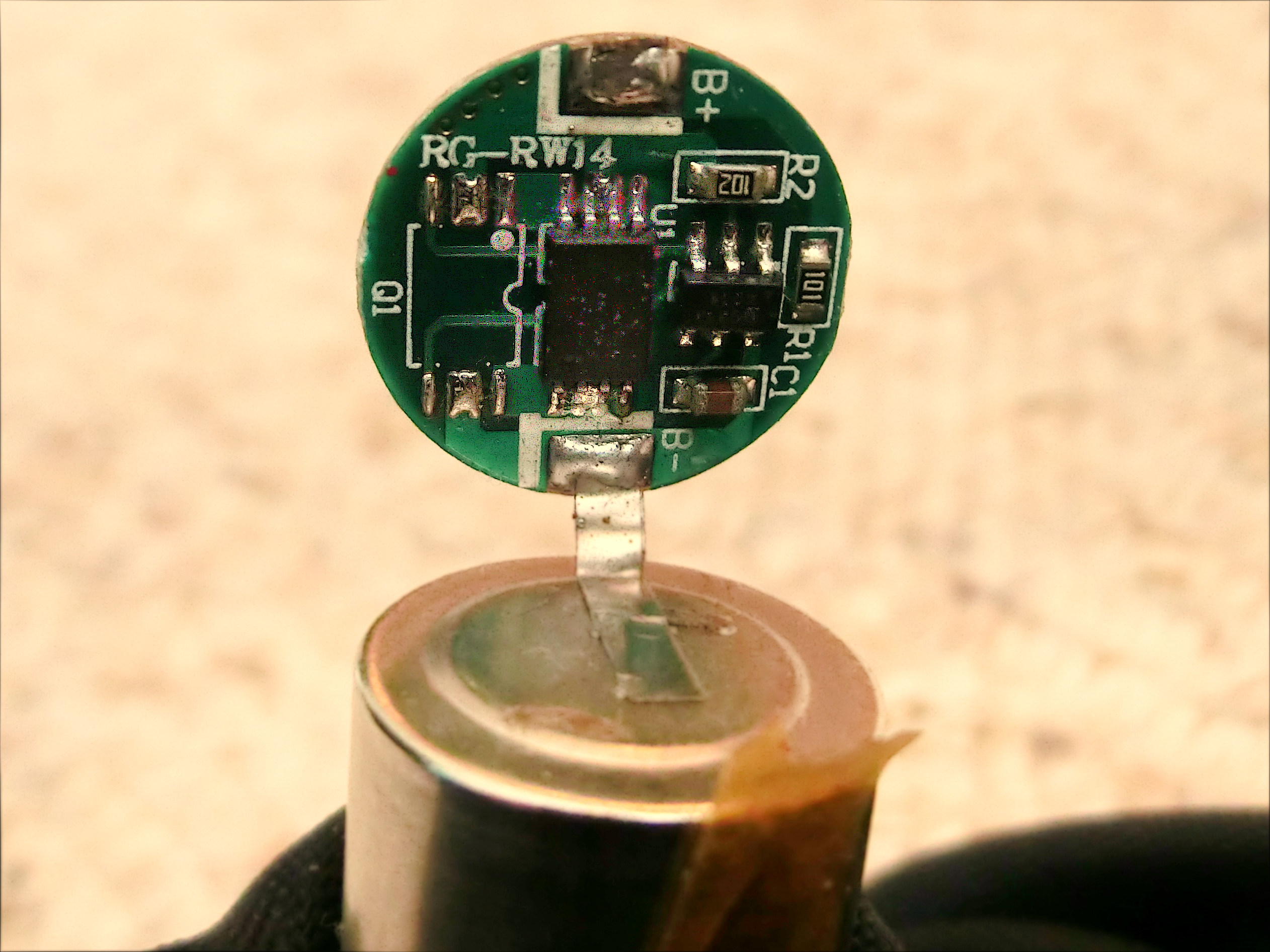
リチウムイオン二次電池には電圧を厳密に管理する制御回路と過充電・過放電を防ぐ保護機構が組み込まれている。

リチウムイオン二次電池は金属リチウムを用いないため、リチウム二次電池よりは安全に充放電できる。しかし、リチウムイオン二次電池においても様々な危険性があり、これはエネルギー密度の高さの裏返しと言える。本質的な問題でもあるため、電池そのものにも周辺回路にも様々な安全対策が施されている。これらの安全対策は特許公報などにより知ることができる。
こうした対策にもかかわらず、実際、ノートパソコンや携帯電話において異常過熱や発火などがしばしば報告されており、それらに起因した事故も発生している。製造工程上の問題が疑われ、大規模な回収に繋がった例もある。

販売・使用時には前述および後述のような事故防止策がとられているが、リチウムイオン二次電池やそれを内蔵した製品が、地方自治体のごみ収集対象外であるにも関わらず、あるいは分別規定を守らずに他のごみに紛れて出され、ごみ収集車や清掃工場で発火するトラブルも起きており、自治体はルールの順守を呼びかけている。なお、不要となったリチウムイオン二次電池はJBRCのリサイクル協力店にて回収を行っている。
しかし、JBRCの会員ではない企業で製造されたリチウムイオン二次電池はJBRCによる回収の対象外となるほか、地方自治体による回収方法についてもばらつきがあったことから、消費者の混乱を招き、前述の発火事故の一因にもなっていた。この事を受けて、環境省は全てのリチウムイオン二次電池を地方自治体が回収するよう求める新たな方針を各市区町村に通知したことを2025年4月に発表した。
2020年、東芝は発火や破裂の恐れが少ない新型リチウムイオン電池を開発した。電極の間を満たす電解液に燃えない水溶液を使っているのが特徴である。

### 市販形態
利用法によっては発火・爆発する危険性があるため、市販時には複数の安全機構を内蔵した「電池パック」として供給され、マンガン電池やアルカリ電池のように電池セル単体の製品は市販されていない。ラジコン等のホビー用途の電源として、電子的な安全回路を持たない物が市販されているが、高価な専用充放電機での使用を前提としており、強固なケースに収められている。
例外的に、電子部品専門店などでは一般向けに電池セルを販売しているが、保護回路や短絡防止策を講じないで使用することは危険を伴う。また、ユーザーが電池パックを分解することは非常に危険である。
日本国内のウェブショップでは日本製と海外製の電子的な安全回路を内蔵した製品と電子的な安全回路を持たない製品が市販されている。主に18650/17650/14500/10440等が電池セル単体で、1本900円位から2,000円位で入手が可能である。

### 構造上の対策
内部短絡などで温度が上がり、内圧が上昇した場合には電流遮断機能付き安全弁を内蔵することで爆発を予防している。この安全弁は正極の凸部にあり、一定以上の圧力がかかるとガスを外部に放出する。また、円筒形電池のトップカバーには、温度上昇により内部抵抗が増大するPTC素子が内蔵されており、温度上昇が起こった際には電流を電気的に遮断する構造になっている。
その他に、
- 電池素子の中心にステンレス製のピンを入れて缶の折り曲げに対する強度を高める
- 電極のタブその物やタブ取り付け部に絶縁テープを貼りタブのエッジからの内部短絡を防止する
- 電極の巻き始め・巻き終り部全体に絶縁テープを貼りデンドライトの発生を抑制する（デンドライト形成には、リチウム金属だけでなく、アルミ箔などに含まれる不純物の亜鉛などの析出が原因となることもある）
- 微小セラミック粉を電極やセパレータの一部あるいはほぼ全域に塗布し絶縁層の強度を上げる[81]。

などの様々な方法を用いてメーカーは安全性の確保に努めている。

### 保護回路
充電電圧の過充電制御は充電器だけでなく、電池パックにも制御回路を備えて管理している。また、過放電に対しては電池パック内の制御回路により、過放電状態にいたる前に出力を遮断する。

## 次世代二次電池 (全固体電池)
現在全固体電池が有望な次世代二次電池として世界中で研究開発が行われている。特徴は従来の液体電解質が固体電解質に置き換わっており、この固体電解質がリチウムイオンのみを通す理想的なシングルイオン導電体として機能する為、簡易な構造と優れた信頼性を発揮する。また不燃性の無機物である固体電解質は耐熱性が高く電気化学的安定性も高いため、電極材料に高エネルギー密度の金属リチウムを負極に、酸化物・硫化物を正極に使うことが可能となり、高容量・高出力・広い作動温度範囲・高速充電・長寿命・低コスト化が全て実現できるメリットを有する。近年、全固体電池の課題であった無機固体電解質のイオン伝導性の改善が相次いで報告されており、各企業が生産体制構築に向け巨額の投資を行っている。また一部のスタートアップ企業では試験的な量産ラインが稼働している。

## 水溶液系リチウムイオン電池
従来のリチウムイオン電池では水の電気分解の電圧である1.23V以上の起電圧のため、可燃・有毒・高価な非水系電解質の使用が必須であったが、近年、水溶液系の電解質(イオン液体)を使用するリチウムイオン電池の開発が進みつつある。複数の手法が提案されており、一つは二成分高濃度電解質‘‘water-in-bisalt’’ (WiBS)などを用いる方法でもう一方はイオン液体を使用する手法でそれぞれ一長一短がある。WiBSの使用では0.5V(vs.Li/Li+)以下では水素が発生するので一般的なLiB電極は使用できないのでグラファイト負極やリチウム金属表面に保護膜を形成して水の電気分解を生じさせない手法が提案される。
水溶液系の電解質を使用することにより、従来の非水系電解質のリチウムイオン電池の製造工程で必須であった湿度0%の徹底した除湿が不要になるため、作業環境の向上、費用低減が可能になるとともに、発火等のリスクが下がり、安全性が向上する事が期待される。

## ナノワイヤーバッテリー
ナノワイヤーバッテリーはリチウムイオン充電池の一種で2007年にスタンフォード大学のYi Cuiによって発明された。彼のチームの発明は従来の黒鉛の負極を珪素のナノワイヤーによって覆われたステンレスの負極で置き換える構成である。珪素は黒鉛の10倍のリチウムを貯蔵するので負極でのエネルギー密度が遥かに向上するため充電池の体積を減らす事が出来る。表面積が広いので充放電が早くなる。

### 概要
従来の炭素系負極を大きく超える容量を持つ事から珪素負極が研究（一部実用化）されているが、リチウムイオンの出入り(インターカレーション)によって珪素が数倍の体積に膨らむことから亀裂を生じやすく、充放電を繰り返した際の劣化（容量低下）を起こしやすい点が問題である。
さて、材料をナノサイズ化すると一般的に体積変化に対する柔軟性が増す事が知られている。このため現在研究されている珪素系負極はほぼ全て珪素をナノ粒子化し、それを導電性炭素などで繋いだ構造となっている。これに対し、スタンフォード大のCui博士のグループが開発した珪素ナノワイヤー系負極は、非常に長いナノワイヤーを電極として利用する事で電極末端までの電子の流れをスムーズにし、体積変化による劣化はワイヤー径がナノサイズである事で回避、さらにその非常に大きな表面積のためにLiイオンの侵入も容易で高速での充放電を可能とした。彼らの実験結果によれば、既存の炭素系負極に対し初期容量で10倍、その後の充放電でも8倍程度の容量を維持している。
なお、彼のグループはその後も様々なナノ材料を用いた電極開発を行っており、2011年にはナノワイヤー状の炭素により覆われた硫黄を作成し、正極材料としての優れた特性を報告している。硫黄正極は現在使われているLiCoO2やLiFePO4といった正極材料の10倍程度の容量（単位重量あたり）を実現可能であり特に韓国系メーカーが中心となって開発を進めているのだが、サイクル特性が悪く充放電により急速に劣化する点が問題となっている。彼らの作成した炭素被覆硫黄ナノワイヤー正極では、炭素により覆われる事で硫黄の溶け出しを防止する事でサイクル特性が向上、約150回の充放電後でも700 mAh/gと非常に大きな容量が維持されている。
ただしこれら十分に制御されたナノ構造を量産段階の電池に応用するにはまだ困難も多く、こういった技術が即座に製品として市場に出回るわけでは無い。

## ナノボールバッテリー

### 概要
ナノボールバッテリーはナノワイヤバッテリーと同様の発想で電極の素材をナノサイズ化する事でイオンのインターカレーションに伴う体積変化への柔軟性を増し、出力密度、サイクル特性を向上させる。超高速充放電が可能になると期待されるものの、課題も多く、多数のナノボールを電極として固定する事が困難でインターカレーションに伴う体積変化によって劣化する事が指摘されており、2018年現在、量産化の目途は立っていない。

## リン酸鉄リチウムイオン電池

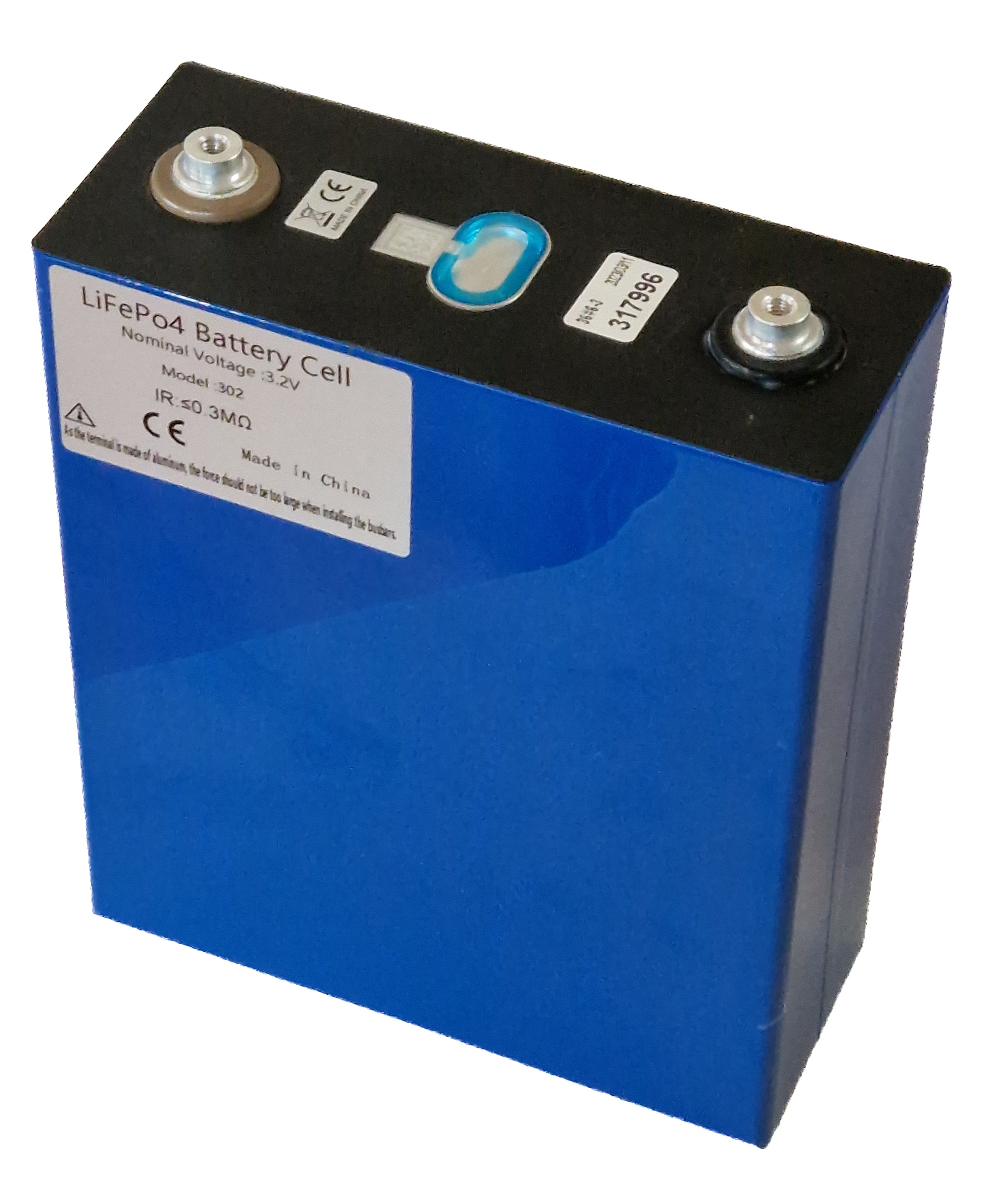

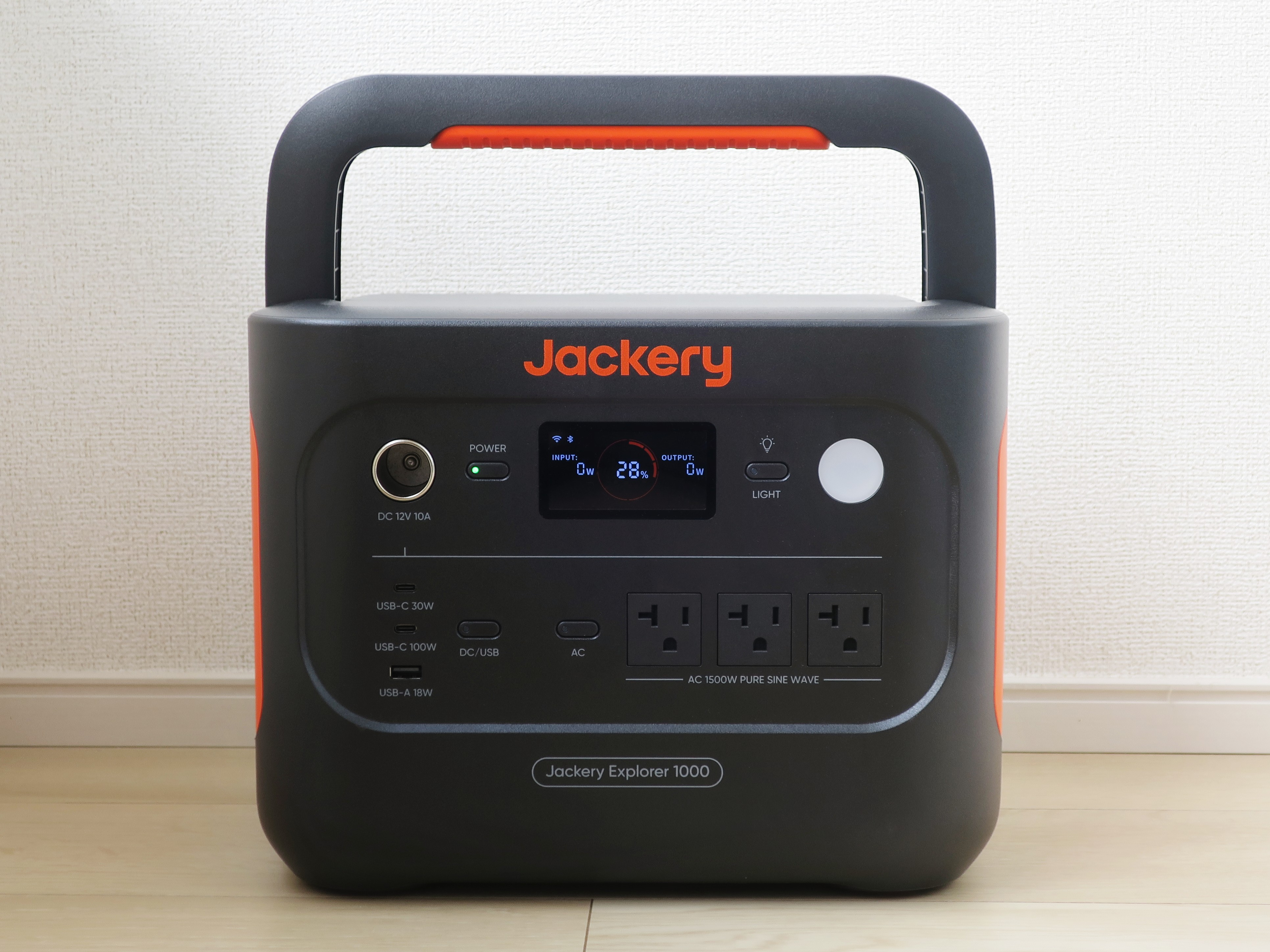
リン酸鉄リチウムイオン電池を搭載したポータブル電源製品（Jackery製）

リン酸鉄リチウムイオン電池はリチウムイオン電池の一種である。正極材料にリン酸鉄リチウム(LiFePO4)を使用する。LiFe、Li-Fe、リフェ、リチウムフェライトバッテリーなどと呼ばれる。
正極材料にコバルトを使用する形式よりも資源的な制約が少なく、安全域が広く釘差しなどでも発火しにくいなどの特徴をもち、他の正極材料を用いたリチウムイオン電池より比較的安全である事から近年シェアを拡大している。代表的なメーカーはA123Systems、Changs Ascending Enterprise Co.,Ltd.(CAEC)、China Sun Group、BYDである。リン酸鉄リチウムイオン電池では従来のリチウムイオン電池とは異なる特徴がある。競合するコバルト酸リチウムイオン電池と比較した場合、放電できる電流が少ないが、リン酸鉄リチウムの一部の元素を置換することによって放電できる電流を改善した事例もある。
リン酸鉄リチウムイオン電池は以下の特徴がある
- 単位体積あたりの蓄電容量がコバルト酸リチウムイオン電池よりも少ない[100]。
- 多くのリン酸鉄リチウムイオン電池は鉛蓄電池やコバルト酸リチウムイオン電池よりも低い放電率である。リン酸鉄リチウムイオン電池はコバルト酸リチウムイオン電池よりも電圧が低くエネルギー密度が低いが、サイクル寿命に優れる。この欠点はコバルト酸リチウムイオン電池やLiMn2O4リチウムイオン電池、リチウムポリマー電池等よりも寿命が長く容量減少が緩やかであることにより相殺できる[101]。

例: リン酸鉄リチウムイオン電池とコバルト酸リチウムイオン電池の1年後のエネルギー密度は、ほぼ同程度である。

### 仕様
- 電圧 最小放電電圧= 2.8 V. 作動電圧= 3.0–3.3 V. 最大充電電圧= 3.6 V.
- 単位体積あたりのエネルギー = 220 Wh/dm3 (790 kJ/dm3)
- 重量あたりのエネルギー = >140 Wh/kg[55][56][57][102](>504 J/g)
- 100% 放電深度 (DOD) サイクル寿命（いくつかは元の容量の80%まで） = 2,000 - 7,000 [103]
- 陰極の組成 (重量比)
  - 90% C-LiFePO4, グレード Phos-Dev-12
  - 5% カーボン EBN-10-10 （層状黒鉛）
  - 5% PVDF
- セルの仕様
  - 炭素被覆アルミニウム集電 15
  - カソード1.54 cm2
  - 電解質: EC-DMC 1-1 LiClO4（英語版） 1 M
  - アノード: 金属リチウム
- 試験条件: ** 以下の条件はカソードにコバルトを使用したリチウムイオンのセルからリン酸鉄リチウムへ変更
  - 室温
  - 限界電圧: 2.5–4.2 V
  - 充電: C/4 から 4.2 V,の時に電位 4.2 V からI < C/24

### リン酸鉄リチウムイオン電池の安全性
LiFePO4は元々正極材料がLiCoO2やマンガンスピネルよりも安全である。Fe-P-Oの結合はCo-O間の結合よりも強力である。その為短絡や過熱等でも酸素原子が離脱するのは困難である。この酸化還元エネルギーの安定性はイオンの移動を助ける。（800 °C以上の）加熱下において焼け落ちるだけでLiCoO2が同様の条件下において熱暴走する可能性があるのに対して結合の安定性はその危険性を減少させる。
リチウムがLiCoO2電池の正極からでる事でCoO2は非線形な膨張を受け構造の整合性に影響を与える。LiFePO4もリチウムの出入りによって同様に構造に影響があるがLiFePO4電池はLiCoO2電池より安定した構造である。
完全に充電された時はLiFePO4電池は正極にリチウムがないがLiCoO2電池の場合はおよそ50%正極に残る。

### 特許紛争
1993年に日本電信電話 (NTT) からテキサス大学のジョン・グッドイナフ研究室に研究員として派遣された職員が機密保持に関する契約に反して、リン酸鉄リチウム電池に関する機密情報を自分の勤務先に漏洩し、1995年11月、NTTが密かに特許を出願して日本の電子機器メーカーに売り込みをはじめた。
テキサス大学はNTTに対して5億ドルの損害賠償訴訟を起こしたが、結果的にNTTがテキサス大学に3000万ドルを支払い、日本での特許から生じる利益の一部も大学に譲渡する内容で和解が成立した。

### 用途
電動工具や電気自動車、エアソフトガン、ラジコン等に使用される。